# Limerick FC
Limerick Football Club je irský fotbalový klub z města Limerick ve stejnojmenném hrabství, který hraje 1. irskou fotbalovou ligu. Domácím stadionem klubu je Markets Field s kapacitou 3 000 míst. Klubovou barvou je modrá, odkud také pramení přezdívky The Blues nebo Super Blues.
Byl založen roku 1937, během své existence nesl řadu názvů (Limerick United, Limerick City, Limerick 37), neboť prošel mnoha transformacemi.
Od roku 2014 klub trénuje Martin Russell, odchovanec Manchesteru United.

## Úspěchy
- League of Ireland: 2
  - 1959–60, 1979–80
- FAI Cup: 2
  - 1970-71, 1981–82
- League of Ireland Cup: 3
  - 1975–76, 1992–93, 2001–02
- League of Ireland Shield: 1
  - 1953–54
- Dublin City Cup: 2
  - 1958–59, 1969–70
- Munster Senior Cup: 13
  - 1937–38, 1948–49, 1953–54, 1958–59, 1962–63, 1976–77,1983–84, 1984–85, 1988–89, 1994–95, 2005–06, 2011–12, 2014–15

## Evropské poháry
| Rok  | Pohár        | Soupeř          | Výsledky        |
| 1960 | European Cup | Young Boys Bern | (D) 0–5 (V) 2–4 |
| 1965 | CWC          | CSKA Sofia      | (D) 1–2 (V) 0–2 |
| 1971 | CWC          | Turín           | (D) 0–1 (V) 0–4 |
| 1980 | European Cup | Real Madrid     | (D) 1–2 (V) 1–5 |
| 1981 | UEFA Cup     | Southampton     | (D) 0–3 (V) 1–1 |
| 1982 | CWC          | AZ Alkmaar      | (D) 1–1 (V) 0–1 |

## Historie
Klub byl založen dne 19. července 1937.
Svůj první zápas odehráli 22. srpna proti Shamrock Rovers.